# Rue Antoine-Arnauld
La rue Antoine-Arnauld est une voie du 16e arrondissement de Paris, en France. 

## Situation et accès
La rue Antoine-Arnauld est une voie publique située dans le 16e arrondissement de Paris. Elle commence 4 bis, rue Gustave-Zédé et finit 3, rue Davioud.
Le quartier est desservi par la ligne 9 à la station Ranelagh.

## Origine du nom
Elle est nommée en l'honneur du théologien, philosophe et mathématicien français Antoine Arnauld dit le Grand Arnauld (1612-1694).

## Historique
Cette rue est ouverte en 1903 par monsieur Leblanc sous le nom de « rue de la Muette ».
Elle prend sa dénomination actuelle par un arrêté du 5 avril 1904 et est classée dans la voirie parisienne par un décret du 27 juillet 1912.
Au no 3 bis commence le square Antoine-Arnauld, qui se termine en impasse.